# Войно Войнов
Войно Иванов Войнов е български политик.

## Биография
Роден е на 6 февруари 1923 г. в град Созопол. През 1929 година семейството му се премества във Варна. Там завършва немска гимназия. Работи във флота. По-късно учи във Висшата артилерийска школа в София. През 1949 година получава юридическо образование в Софийския университет.
От 1951 година става адвокат във Варненската адвокатска колегия. През 1989 година взема участие в създаването на СДС.